# John Seitz
John Francis Seitz (Chicago, 23 giugno 1892 – Woodland Hills, 27 febbraio 1979) è stato un direttore della fotografia statunitense. 
Attivo dalla metà degli anni dieci alla fine degli anni cinquanta, ha preso parte a numerosi lavori ottenendo nella sua carriera sette candidature ai Premi Oscar nella categoria migliore fotografia.

## Filmografia parziale

### Cinema
- Souls in Pawn, regia di Henry King (1917)
- Powers That Prey, regia di Henry King (1918)
- Gente onesta (Turn to the Right), regia di Rex Ingram (1922)
- Mare Nostrum, regia di Rex Ingram (1926)
- La sete dell'oro (The Trail of '98), regia di Clarence Brown (1928)
- Trafalgar (The Divine Lady), regia di Frank Lloyd (1929)
- Abbasso le bionde (Redheads on Parade), regia di Norman Z. McLeod (1935)
- Il disertore (Lucky Jordan), regia di Frank Tuttle (1942)
- I cinque segreti del deserto (Five Graves to Cairo), regia di Billy Wilder (1943)
- Le chiavi del paradiso (The Keys of the Kingdom), regia di John M. Stahl (1944)
- La fiamma del peccato (Double Indemnity), regia di Billy Wilder (1944)
- Il fantasma (The Unseen), regia di Lewis Allen (1945)
- Giorni perduti (The Lost Weekend), regia di Billy Wilder (1945)
- Viale del tramonto (Sunset Blvd.), regia di Billy Wilder (1950)
- Quando i mondi si scontrano (When Worlds Collide), regia di Rudolph Maté (1951)
- L'amante di ferro (The Iron Mistress), regia di Gordon Douglas (1952)
- I deportati di Botany Bay (Botany Bay), regia di John Farrow (1953)
- Senza scampo (Rogue Cop), regia di Roy Rowland (1954)